# Gabriel Cole
Gabriel Cole (nascido em 15 de janeiro de 1992) é um atleta paralímpico australiano. Defendeu as cores da Austrália disputando os Jogos Paralímpicos do Rio de Janeiro, em 2016, onde terminou em sétimo lugar nos 100 metros masculino da categoria T47.

## Atletismo
Em 2011, recebeu bolsa de estudo de atletismo do Instituto de Esporte Australiano.
No Campeonato Mundial de Atletismo Paralímpico de 2013, realizado em Lyon, na França, Gabriel conquistou a medalha de prata na prova masculina dos 100 metros T46.  